# Седлечко
Седле́чко — посёлок в Дмитровском районе Орловской области. Входит в состав Горбуновского сельского поселения.
Население — 11 человек (2010 год).

## География
Расположен в 6 км к юго-востоку от Дмитровска. Высота над уровнем моря 269 м. Состоит из двух улиц, пересекающихся под прямым углом в юго-восточной части посёлка. Ближайшие населённые пункты — деревня Мошки и посёлок Топоричный. На северной окраине посёлка находится кладбище, на котором хоронили жителей Огничного, Топоричного и Седлечка.

## История
Основан в начале XX века. Первыми жителями посёлка были, в основном, переселенцы из села Морево: Багровы, Герасины, Ивочкины, Шехановы и другие. В 1926 году в посёлке было 18 дворов, проживало 114 человек (48 мужского пола и 66 женского). В то время Седлечко входило в состав Соломинского сельсовета Лубянской волости Дмитровского уезда. Позже передано в Горбуновский сельсовет. С 1928 года в составе Дмитровского района. В 1937 году в Седлечко было 20 дворов. 
Во время Великой Отечественной войны, с октября 1941 года по август 1943 года, находилось в зоне немецко-фашистской оккупации. Неудачная попытка освободить посёлок была предпринята 1 марта 1943 года 1-м стрелковым батальоном 237-го стрелкового полка 69-й стрелковой дивизии. Советские воины, павшие в бою за посёлок, после войны были перезахоронены в братской могиле в деревне Горбуновке. На войне погиб житель Седлечка Багров Захар Павлович (1909—1943). Вернулись с Победой: Багров Тихон Дмитриевич (1893), Ивочкин Василий Степанович (1923—2007), Ивочкин Никита Степанович (1927), Ивочкин Яков Васильевич (1902), Разбоев Алексей Архипович (1927), Чибуткин Виктор Степанович (1921), Шеханов Илья Фёдорович (1896), Шеханов Михаил Александрович (1925), Шеханов Николай Александрович (1917), Шеханов Николай Афанасьевич (1926—1994), Шумаков Никита Ильич (1898).
В 1930-е — 1940-е годы в посёлке действовал колхоз «Седлечко», в которой также входили хозяйства соседних посёлков Огничное и Топоричный. В советское время в посёлке действовал медпункт.
С 1960-х годов жители посёлка работали в совхозе «Дмитровский» (центр в д. Горбуновка). В 1990-е годы совхоз был преобразован в Дмитровскую сельскохозяйственную артель, ликвидированную в 2011 году.
На 1 января 2019 года в Седлечко числилось 14 домовладений.

## Население
| 1926 | 1979 | 2002 | 2010 |
| ---- | ---- | ---- | ---- |
| 114  | ↘35  | ↘20  | ↘11  |

## Образование
Своей школы в посёлке не было. Дети ходили учиться в соседнюю деревни Мошки.